# Peter Balakian

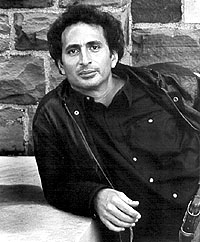
Peter Balakian

Peter Balakian (armenisch Փիթեր Պալագեան; * 1951 in Teaneck, New Jersey) ist ein armenisch-amerikanischer Schriftsteller und Wissenschaftler.

## Leben
Balakian wuchs in Teaneck und Tenafly, New Jersey, auf und erhielt seinen BA 1973 an der Bucknell-Universität. 1980 erhielt er von der Brown University einen Ph.D. in Amerikanische Zivilisation. Peter Balakian lehrt heute an der Colgate University in Hamilton, New York, wo er als Professor of the Humanities den 'Donald M. and Constance H. Rebar'-Lehrstuhl im Fachbereich Englisch innehat.
Balakians Erinnerungsbuch Black Dog of Fate (1997) erschien 2000 auf Deutsch unter dem Titel Die Hunde vom Ararat. Darin beschreibt er seine angepasste Kindheit und Jugend in einer typisch US-amerikanischen Suburb-Siedlung in New Jersey. Erst als Erwachsener und nach dem Tod seiner armenischen Großmutter, einer Überlebenden des Genozids von 1915, wurde der Autor sich seiner armenischen Identität bewusst und erforschte nach und nach die Geschichte seiner Vorfahren aus dem Osmanischen Reich, die fast alle Opfer des Völkermordes an den Armeniern geworden waren. Balakian beschreibt diesen Prozess der Bewusstwerdung nachvollziehbar und gibt durch die ergreifende Schilderung des Familienschicksals eine erschütternde Darstellung des Genozids von 1915. Es wurde in den USA u. a. mit dem Martha Albrand Prize for Memoir des PEN ausgezeichnet.
2003 erschien The Burning Tigris: The Armenian Genocide and America's Response. Dieses Sachbuch gibt eine umfassende Darstellung des Genozids an den Armeniern, gestützt im Wesentlichen auf die US-amerikanischen Quellen. Gleichzeitig thematisiert Balakian die breite Menschenrechts-Bewegung in den USA, die sich in den 1890er Jahren im Gefolge der Hamidischen Massaker bildete und bis in die 1920er Jahre hinein Millionen von Dollar an Hilfsgeldern für die verfolgten Armenier aufbrachte. - The Burning Tigris wurde 2005 mit dem Raphael-Lemkin-Preis als beste Publikation zum Thema Völkermord der letzten zwei Jahre ausgezeichnet.
Peter Balakian wurde als Autor zunächst mit Gedichtbänden bekannt. Zuletzt erschien June-tree: New and Selected Poems 1974–2000. In Armenien wurde er 2005 vom armenisch-apostolischen Katholikos Karekin II. mit dem Surp Mesrop-Surp Sahag-Orden ausgezeichnet.
Ein prominentes Mitglied der Familie Balakian ist der Bischof Krikor Balakian, ein Großonkel von Peter Balakian. Er wurde am „Roten Sonntag“, dem 24. April 1915, zusammen mit Hunderten von weiteren armenischen Führungspersönlichkeiten verhaftet und zusammen mit Komitas Vardapet und etwa 400 weiteren Intellektuellen, Honoratioren und Künstlern nach Çankırı deportiert. Er konnte jedoch fliehen und berichtete später in dem Buch Haj Goghgotan (Deutsch: Armenisches Golgotha) von seinen Erfahrungen während des Völkermords. Peter Balakian und Aris Sevag übersetzten dieses wichtige Zeugnis über den Genozid aus dem Armenischen ins Englische, wo es 2009 erschienen ist.
Für Ozone Journal erhielt Balakian 2016 den Pulitzer-Preis für Dichtung.

## Werke
Gedichte
- Father Fisheye (1979)
- Sad Days of Light (1983)
- Reply From Wilderness Island (1988)
- Dyer’s Thistle (1996)
- June-Tree: New and Selected Poems, 1974-2000 (2001)
- Ziggurat (2010)

Sachbücher
- Theodore Roethke’s Far Fields (1989)
- Die Hunde vom Ararat (1997)
- The Burning Tigris: The Armenian Genocide and America's Response (2003)
- Armenian Golgotha (2009)

Übersetzungen
- Bloody News From My Friend, von Siamanto, übersetzt mit Nevart Yaghlian, Introduktion von Balakian (1996)

Editor
- Ambassador Morgenthau’s Story, Preface von Robert Jay Lifton, Introduktion von Roger Smith, Nachwort von Henry Morgenthau III. (2003)
- Limited Editions (alle von The Press of Appletree Alley, Lewisburg, PA)
- Declaring Generations, Linoleum-Eingravierungen von Barnard Taylor (1981)
- Invisible Estate, Holzschnitte von Rosalyn Richards (1985)
- The Oriental Rug, Linoleum-Eingravierungen von Barnard Taylor (1986)
- The Children’s Museum at Yad Vashem, illustriert von Colleen Shannon (1996)

Aufnahmen
- Poetry on Record, 1888-2006: 98 Poets Read their Work (Tennyson, Whitman, Yeats, through Modernism to present. Four-CD set). Balakian liest “The History of Armenia”